# Oral Fixation Vol. 2
Oral Fixation Vol. 2 е седмият студиен и вторият англоезичен албум на колумбийската певица Шакира. Издаден е на 23 ноември 2005 г.

## Списък с песни

### Оригинален траклист
1. „How Do You Do“ – 3:45
2. „Don't Bother“ – 4:17
3. „Illegal“ (с Карлос Сантана) – 3:53
4. „The Day and the Time“ (с Gustavo Cerati) – 4:22
5. „Animal City“ – 3:15
6. „Dreams for Plans“ – 4:02
7. „Hey You“ – 4:09
8. „Your Embrace“ – 3:32
9. „Costume Makes the Clown“ – 3:12
10. „Something“ – 4:21
11. „Timor“ – 3:32

### 2006 преиздание
1. „How Do You Do“ – 3:45
2. „Illegal“ (с Карлос Сантана) – 3:53
3. „Hips Don't Lie“ (с Wyclef Jean) – 3:38
4. „Animal City“ – 3:15
5. „Don't Bother“ – 4:17
6. „Dreams for Plans“ – 4:02
7. „Hey You“ – 4:09
8. „Your Embrace“ – 3:32
9. „Costume Makes the Clown“ – 3:12
10. „Something“ – 4:21
11. „Timor“ – 3:32
12. „La Tortura“ (алтернативна версия) (с Алехандро Санс) – 3:37

### Японско лимитирано издание
1. „Don't Bother“ (Jrsnchz Radio Mix) – 4:24

### Японско лимитирано издание (DVD)
1. „Don't Bother“ (видеоклип)
2. „Hips Don't Lie“ (видеоклип)

### Латиноамериканско и Испанско издание
1. „Hips Don't Lie“ (испанска версия) (с Wyclef Jean) – 3:40

### Британско издание
1. „Don't Bother“ (Jrsnchz Radio Mix) – 4:24